# Synclysmus
Synclysmus is een geslacht van vlinders van de familie spanners (Geometridae), uit de onderfamilie Geometrinae.

## Soorten
- S. grisescens Viette, 1971
- S. niger Viette, 1971
- S. nigrocristatus Prout, 1918
- S. niveus Butler, 1879
- S. opulentus Herbulot, 1965